# Stratégie de sortie (roman)
Pour les articles homonymes, voir Stratégie de sortie.
Stratégie de sortie (titre original : Exit Strategy) est un roman court de science-fiction de l'écrivain américain Martha Wells, paru en 2018 puis traduit en français et publié en 2019. Il est le quatrième livre de la série Journal d'un AssaSynth.

## Résumé
Lors de l'arrivée sur la station de correspondance HaveRatton, les autorités portuaires change au dernier moment le quai d'amarrage du vaisseau dans lequel se trouve AssaSynth, le dirigeant vers le quai jouxtant le centre tactique de la brigade d’intervention. Flairant un piège, il quitte le vaisseau peu avant son amarrage après avoir enfilé de nouveau la combinaison d'activité extravéhiculaire. Il croise un peu plus tard une équipe d'intervention de la compagnie Palissade composée d'une vingtaine d'individus en armure intelligente et lourdement armés. Le piratage de leur système de communication lui apprend qu'ils vont prendre d'assaut son vaisseau et qu'ils sont à la recherche d'une SecUnit renégate. Fuyant les quais, il consulte les chaines d'informations pour prendre des nouvelles du docteur Mensah. Cette dernière, accusée d'espionnage d'entreprise par GrayCris, a disparu, même si GrayCris a annoncé qu'elle s'est rendue sur TranRollinHyfa, qui abrite leur siège social, au sujet des procédures pénales en cours. AssaSynth se rend compte que ses actions sur Milu ont mis Mensah en danger et il pense qu'elle a été enlevée. Il décide alors de se rendre sur TranRollinHyfa pour essayer de l'aider.
Après être arrivé sur l'anneau orbital de TranRollinHyfa, AssaSynth apprend qu'un vaisseau l'a précédé avec à bord ses trois anciens clients et amis du docteur Mensah, Pin-Lee, Ratthi et Gurathin. Ces derniers doivent être venus négocier la libération de Mensah. Il prend contact avec eux. Ces derniers lui dévoilent qu'ils essaient d'amasser les fonds nécessaires pour payer la rançon que GrayCris a demandée pour la libération de Mensah. Ils élaborent alors un plan dans lequel Pin-Lee, Ratthi et Gurathin contacteront GrayCris en leur annonçant avoir réuni l'argent et organiseront un échange, afin de faire sortir Mensah d'une zone de sécurité impénétrable. La ruse fonctionne et les trois scientifiques s'enfuient vers leur navette de combat loué à la compagnie d'assurance qui employait AssaSynth tandis que ce dernier tente de rejoindre Mensah.
Une fois Mensah retrouvée, AssaSynth se débarrasse facilement de ses gardes du corps mais une alarme est déclenchée dans toute la station et toutes les voies d'accès aux navettes sont désormais bloquées. AssaSynth détecte l'arrivée de trois SecUnits. Il convainc un superviseur de la sécurité de soulever une des barrières de façon que Mensah puisse passer et se rendre à sa navette, tout en promettant que seule cette humaine traversera. Une fois Mensah passée de l'autre côté, AssaSynth prend le contrôle de tous les drones et bots de transport se trouvant à proximité afin de créer un chaos pour l'aider dans l'affrontement avec les trois SecUnits qui engagent le combat dès leur arrivée. Il parvient à en mettre deux hors de combat mais il se rend alors compte que la troisième est un modèle de combat, contre lequel toute victoire semble illusoire. Durant leur affrontement, Mensah, Gurathin et Ratthi parviennent à ouvrir momentanément un accès vers les quais, permettant à AssaSynth, lourdement blessé, d'échapper à la SecUnit de combat. Ils se rendent alors immédiatement dans la navette que Pin-Lee fait décoller dans la foulée. Ils sont alors poursuivi par un vaisseau armé de l'entreprise Palissade. Un virus informatique est alors implanté dans le vaisseau de Mensah, destiné à prendre le contrôle de ses systèmes, à neutraliser les réacteurs et tout l'équipage humain augmenté et à ouvrir tous les sas. AssaSynth et le bot-pilote du vaisseau arrivent à annuler les pires effets du logiciel malveillant et parviennent à isoler le virus dans une navette qu'ils désengagent du vaisseau. Le contrôle de leur navette est alors rétabli, leur permettant de s'échapper. AssaSynth fait alors face à une panne système critique et s'effondre, inanimé.
AssaSynth se réveille plus tard, entouré de Mensah et de l'équipe de scientifiques de PréservationAux, et relié à un système médical. Sa mémoire est fragmentée. Il commence alors un long processus d'auto-réparation. Son retour à un fonctionnement dégradé mais avec tous ses souvenirs coïncide avec l'arrivée de leur vaisseau sur la station de transit de Préservation. Mensah et son équipe proposent à AssaSynth de rester sur leur planète jusqu'à la fin de son processus de réparation, lui disant qu'il est libre de décider ce qu'il fera ensuite. Arada et Overse, autres membres de l'équipe scientifiques de Préservation, les rejoignent. Arada lui propose de les accompagner pour leur prochaine expédition en tant que spécialiste chargé de la sécurité. Mensah lui annonce que la société GoodNightLander Independent souhaite l'embaucher à la suite des évènements ayant eu lieu sur la plateforme de terraformation en orbite autour de la planète Milu. AssaSynth décide de rester sur la station de Préservation le temps de décider quel sera son avenir.

## Éditions
- Exit Strategy, Tor, 2 octobre 2018, 172 p.  (ISBN 978-1-250-19185-4)
- Stratégie de sortie, L'Atalante, coll. « La Dentelle du cygne », 21 novembre 2019, trad. Mathilde Montier, 140 p.  (ISBN 979-10-360-0025-6)